# Eremita
Albums de Ihsahn
After
(2008) Das Seelenbrechen
(2013)
Eremita est le quatrième album solo du compositeur et musicien de black metal progressif norvégien Ihsahn, sorti le 18 juin 2012. Plusieurs artistes sont présents en tant qu'invités sur cet album, dont Devin Townsend et Jeff Loomis (ex-Nevermore).

## Liste des titres
| No | Titre                   | Durée |
| -- | ----------------------- | ----- |
| 1. | Arrival                 | 5:40  |
| 2. | The Paranoid            | 4:43  |
| 3. | Introspection           | 5:37  |
| 4. | The Eagle and the Snake | 8:47  |
| 5. | Catharsis               | 4:50  |
| 6. | Something Out There     | 5:09  |
| 7. | Grief                   | 2:21  |
| 8. | The Grave               | 8:18  |
| 9. | Departure               | 7:07  |

| 10. | Recollection | 5:39 |

## Composition du groupe
- Ihsahn – Chant, guitare, basse et clavier[2]
- Tobias Ørnes Andersen – Batterie
- Jørgen Munkeby – Saxophone

## Musiciens additionnels
- Jeff Loomis – Guitare solo sur The Eagle and the Snake
- Devin Townsend – Chant sur Introspection
- Einar Solberg – Chant sur Arrival
- Heidi S. Tveitan – Chant sur Departure

## Membres additionnels
- Ihsahn – Production
- Jens Bogren – Mastering et mixage aux Fascination Street Studios d'Örebro en Suède
- Hans Olde - Artwork de la pochette de l'album
- Ritxi Ostáriz – Design
- Heidi S. Tveitan - Photos[4]

## Sources
1. ↑  (en) « Eremita », sur Metacritic (consulté le 27 juin 2016)
2. 1 2  (en) « Critique de l'album », sur Allmusic (consulté le 27 juin 2016)
3. ↑  (en) « Critique de l'album », sur Blabbermouth.net (consulté le 27 juin 2016)
4. 1 2  (en) « Eremita », sur metal-archives.com (consulté le 27 juin 2016)